# Matt Bullard
Matthew Gordon Bullard, detto Matt (Des Moines, 5 giugno 1967), è un ex cestista statunitense, professionista nella NBA e in Grecia.

## Carriera
Con gli Stati Uniti disputò i Campionati americani del 1989.

## Palmarès
- Campionato NBA: 1

Houston Rockets: 1994
- Coppa di Grecia: 1

PAOK Salonicco: 1994-95